# Ed Ames
Ed Ames, nato Edmund Dantes Urick (Malden, 9 luglio 1927 – Los Angeles, 21 maggio 2023), è stato un cantante, attore televisivo e dirigente sportivo statunitense.

## Biografia
Nato in Massachusetts, aveva origini ucraine. 
Con i suoi fratelli Joe (Joseph Urick; 3 maggio 1921 – 22 dicembre 2007), Gene (13 febbraio 1924 – 26 aprile 1997), Vic (20 maggio 1925 – 23 giugno 1978) formò il gruppo The Ames Brothers, che nel 1947 venne associato alla Decca Records e alla sussidiaria Coral Records. Il gruppo si sciolse nel 1963.
Dal 1968 al 1987 fece parte della cordata di proprietari della squadra di pallacanestro Phoenix Suns.
Ritornò a cantare da solista nel 1965 con il singolo Try to Remember. Fecero seguito altri brani, tra i quali riscontrarono successo My Cup Runneth Over (1967) e Who Will Answer? (1968).
Negli anni '60 intraprese anche la carriera di attore, recitando soprattutto in serie televisive. Prese parte anche a diversi varietà come The Mike Douglas Show (1962; 1964-1967; 1969; 1972; 1975), The Tonight Show Starring Johnny Carson (1964-1966; 1968; 1970; 1973; 1976) e The Bob Braun Show (1967; 1976-1977; 1980).
Ed Ames è morto nel maggio del 2023, all'età di 95 anni.

## Vita privata
Dal 1947 al 1973 fu sposato con Sarita "Sara" Cacheiro. La coppia ebbe tre figli, di cui una deceduta nel 2007.
Nel 1998 si unì in matrimonio con Jeanne Arnold Saviano.

## Discografia

### Album
- Try to Remember, RCA Victor 2781, 1963
- The Ed Ames Album, RCA Victor 2944, 1964
- My Kind of Songs, RCA Victor 3390, 1965
- It's a Man's World, RCA Victor 3460, 1966
- More I Cannot Wish You, RCA Victor 3636, 1966
- My Cup Runneth Over, RCA Victor 3774, 1967
- Time, Time, RCA Victor 3834, 1967
- Christmas with Ed Ames, RCA Victor 3838, 1967
- When the Snow Is on the Roses, RCA Victor 3913, 1968
- Who Will Answer?, RCA Victor 3961, 1968
- Apologize, RCA Victor 4028, 1968
- The Hits of Broadway and Hollywood, RCA Victor 4079, 1968
- A Time for Living, a Time for Hope, RCA Victor 4128, 1969
- The Windmills of Your Mind RCA Victor 4172, 1969
- The Best of Ed Ames, RCA Victor 4184, 1969
- Love of the Common People, RCA Victor 4249, 1969
- Sing Away the World, RCA Victor LSP-4381, 1970
- This is Ed Ames, RCA VPS-6023, 2 Record Set, 1970
- Christmas is the Warmest Time of the Year, RCA Victor LSP-4385, 1970
- Sings the Songs of Bacharach and David, RCA Victor LSP-4453, 1971
- Somewhere My Love RCA Camden CAS 2598, 1972
- Ed Ames, RCA Victor LSP-4634, 1972
- Ed Ames Remembers Jim Reeves, RCA Victor LSP-4683, 1972
- Songs from Lost Horizon and Themes from Other Movies, RCA Victor LSP-4808, 1972
- Who Will Answer/My Cup Runneth Over , Collectables COL-2704, 1997
- The Very Best of Ed Ames, Taragon TARCD-1070, 2000
- The Very Best of Ed Ames, RCA/BMG 07863 69394–2, 2001

## Filmografia

### Televisione
- State Trooper  (1957) - con The Ames Brothers
- Mike Hammer (1958) - non accreditato
- The Rifleman (1962)
- Redigo (1963)
- The Travels of Jaimie McPheeters – serie TV, episodi 1x14-1x15 (1963)
- Androcles and the Lion (1967) - Film TV
- Daniel Boone – serie TV, (1964-1968)
- Toast of the Town (1960; 1967-1968)
- The Starlost (1973)
- Uno sceriffo a New York (1974)
- Kodiak (1974)
- The Wide World of Mystery (1975)
- Greatest Heroes of the Bible (1979)
- La signora in giallo (Murder, She Wrote) – serie TV, un episodio (1985)
- It's Garry Shandling's Show (1987)
- L'ispettore Tibbs (1988)
- Jake & Jason detectives (1990)
- Marshal (The Marshall) – serie TV (1995) - accreditato Edmon Ames

## Doppiatori italiani
Nelle versioni in italiano delle opere in cui ha recitato, Ed Ames è stato doppiato da:
- Diego Reggente in Daniel Boone
- Michele Kalamera in La signora in giallo